# Han Hye-ri
Đây là một tên người Triều Tiên, họ là Han.
Han Hye-ri (Hangul: 한혜리, Hanja: 韓惠利, Hán Việt: Hàn Huệ Lợi, sinh ngày 24 tháng 8 năm 1997) là nữ ca sĩ, diễn viên người Hàn Quốc, cựu thí sinh của chương trình thực tế sống còn Produce 101, cựu thành viên của nhóm nhạc thần tượng Hàn Quốc I.B.I và nhóm nhạc sắp ra mắt OMZM.
Cô là cựu thực tập sinh công ty giải trí Star Empire.

## Đời tư
Han Hye-ri sinh vào ngày 24 tháng 8 năm 1997 tại Gwangmyeong, Gyeonggi, Hàn Quốc.

## Sự nghiệp

### 2016-nay:Produce 101, OMZM vàI.B.I
Vào năm 2016, Hyeri cùng với hai thực tập sinh khác của Star Empire Entertainment là: Kim Yun-ji và Kang Si-hyeon tham gia vào chưng trình thực tế sống còn của Mnet là Produce 101. Cô xếp hạng 12 chung cuộc, cô chỉ thiếu 1 bậc là được debut.
Ngày 6 tháng 5, Star Empire lên kế hoạch ra mắt một nhóm nhạc nữ mới và Hyeri là một thành viên của nhóm đó và sẽ ra mắt vào trước tháng 6.
Ngày 31 tháng 5, Star Empire ra mắt những hình ảnh về Hyeri và các thành viên nhóm nhạc mới OMZM là Kim Yun-ji và Kang Si-hyeon.
Ngày 5 tháng 6, Hyeri cùng nhóm OMZM tổ chức một buổi biểu diễn ở Hong Dae.
Ngày 21 tháng 7, Hyeri được chọn là thành viên của nhóm nhạc dự án I.B.I dưới sự quản lý của công ty LOEN Entertainment.
Ngày 27 tháng 7, Hyeri cùng với OMZM đến International BNT cho buổi chụp hình.
Ngày 18 tháng 8, Hyeri chính thức ra mắt là một trong những thành viên của nhóm nhạc I.B.I cùng với Lee Hae-in, Kim So-hee, Yoon Chae-kyung và Lee Su-hyun với đĩa đơn "Molae Molae(몰래몰래)" và họ có màn debut trên sân khấu M Countdown.
Ngày 19 tháng 8, Hyeri cùng các thành viên I.B.I biểu diễn ở Music Bank và tối hôm đó nhóm có một buổi concert "Run to You" tại Dongdaemun Design Plaza (DDP).
Ngày 22 tháng 10, Hyeri cùng I.B.I đến Bangkok để tham gia chương trình truyền hình thực tế "Hello I.B.I".
Ngày 11 tháng 11, Hyeri tham gia đóng một vai cameo trong phim THE IDOLM@STER.KR.

### 2017: Rời Star Empire
Ngày 25 tháng 7 năm 2017, Hyeri chính thức rời Star Empire Entertainment do công ty liên tục trì hoãn sự ra mắt của cô với nhóm nhạc nữ OMZM.

## Danh sách các đĩa nhạc

### Khác
| Tên                             | Chi tiết ca khúc                                                                                               | Nghệ sĩ                                 |
| ------------------------------- | --- | --------------------------------------- |
| Pick Me                         | - Phát hành: ngày 17 tháng 12 năm 2015 - Đĩa đơn: Pick Me - Hãng đĩa: CJ E&M - Định dạng: tải kĩ thuật số      | Hyeri cùng với các thí sinh Produce 101 |
| In the Same Place (같은 곳에서) | - Phát hành: ngày 9 tháng 3 năm 2016 - EP: 35 Girls 5 Concepts - Hãng đĩa: CJ E&M - Định dạng: tải kĩ thuật số | Hyeri cùng với Girls on Top             |

## Truyền hình

### Góp mặt trong MV
| Năm  | Tên                      | Nghệ sĩ     |
| ---- | ------------------------ | ----------- |
| 2016 | "Pick Me"                | Produce 101 |
| 2016 | "MOLAE MOLAE (몰래몰래)" | I.B.I       |
| 2016 | "I.B.I"                  | I.B.I       |
| 2017 | "Acacia"                 | Red Queen   |
| 2017 | "Super Girl Magic"       | Red Queen   |

### Điện ảnh
| Năm  | Tên                   | Vai trò | Tập | Ghi chú |
| ---- | --------------------- | ------- | --- | ------- |
| 2017 | Idol Master KR Dreams | Cameo   |     |         |

### Chương trình truyền hình thực tế
| Năm  | Kênh    | Chương trình            | Tập         | Ghi chú                                                           |
| ---- | ------- | ----------------------- | ----------- | ----------------------------------------------------------------- |
| 2016 | Mnet    | Produce 101             | Tập. 1 - 11 | Tham gia cùng Kim Yun-ji và Kang Si-hyeon.                        |
| 2016 | OnStyle | Giboutique              | Ep. 5       | Hyeri cùng với Kim So-hee có một buổi fan meeting.                |
| 2016 | KBS joy | Idol Intern King        | Tập. 1 - 20 |                                                                   |
| 2016 | Mnet    | The God of Music 2      | Tập. 9      | Hyeri là khách mời đặc biệt trong tập 9.                          |
| 2016 | Mnet    | Lan Cable Friends I.O.I | Tập. 2      | Tham gia cùng Kim So-hee, Lee Su-hyun, Lee Hae-in                 |
| 2016 | MBC     | Idol Cooking King       |             | Hyeri lập nhóm cùng ZE:A's Kwanghee và giành được chức quán quân. |
| 2016 | JTBC    | Hello I.B.I             | Tập. 1 - 6  | Chương trình giải trí của I.B.I                                   |